# Liste der Stolpersteine in Bad Kissingen

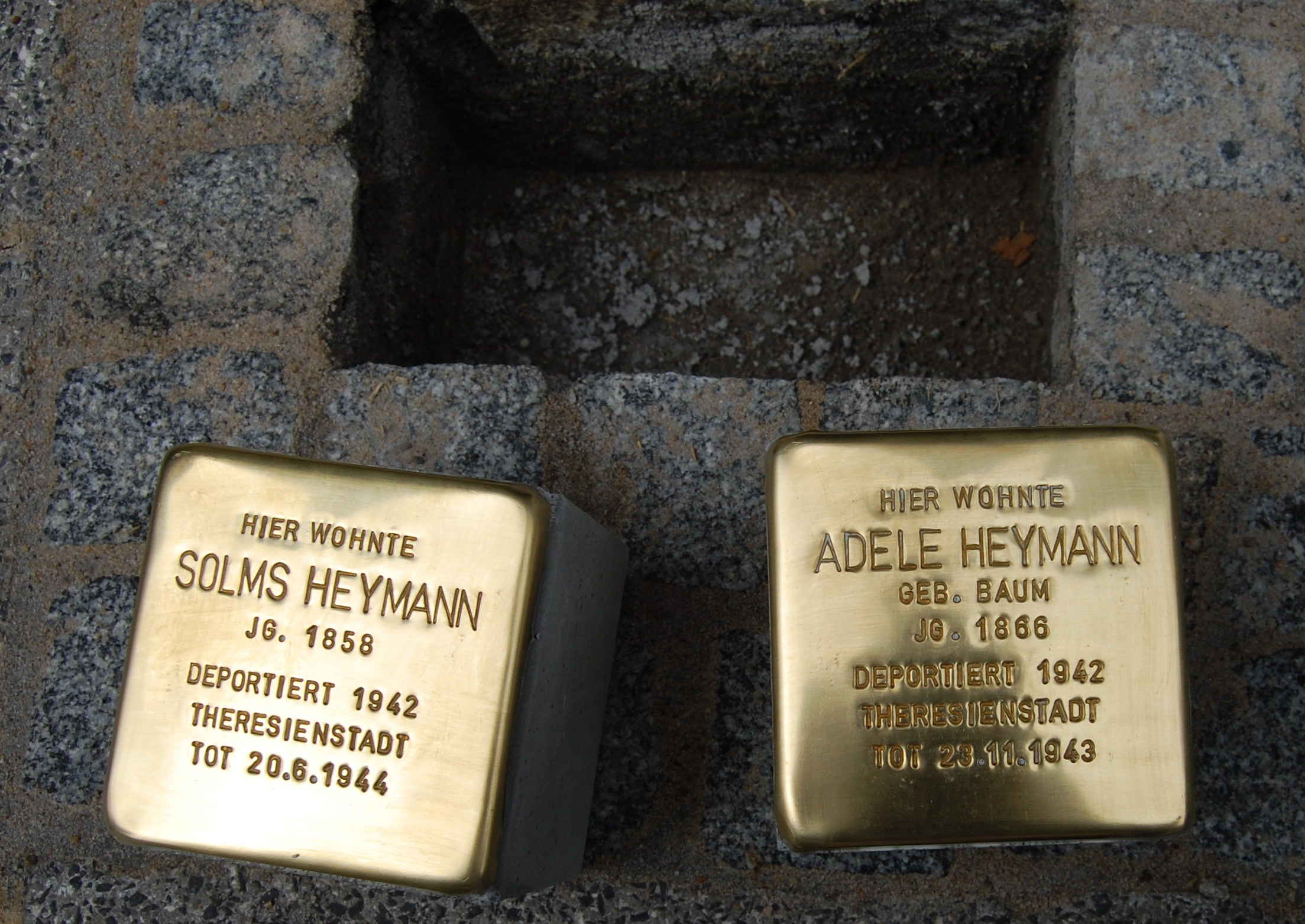
Stolpersteine in Bad Kissingen

Die Liste der Stolpersteine in Bad Kissingen enthält die Stolpersteine, welche im Rahmen des gleichnamigen Kunstprojekts von Gunter Demnig in Bad Kissingen verlegt wurden. Mit ihnen soll den Opfern des Nationalsozialismus gedacht werden, die in Bad Kissingen lebten und wirkten. Sie liegen im Regelfall vor dem letzten selbst gewählten Wohnsitz des Opfers.

## Liste der Stolpersteine
In Bad Kissingen wurden bisher 74 Stolpersteine an 30 verschiedenen Adressen verlegt.

Die Tabelle ist teilweise sortierbar; die Grundsortierung erfolgt alphabetisch nach dem Familiennamen.
| Stolperstein      | Inschrift | Verlegeort                                           | Name, Leben                                           |
| ----------------- | --- | ---------------------------------------------------- | ----------------------------------------------------- |
| weitere Bilder \| | HIER WOHNTE HIRSCH ADLER JG. 1875 DEPORTIERT 1942 AUSCHWITZ ERMORDET 19.10.1942                                                                            | Hartmannstraße 5 ⊙                                   | Hirsch Adler (1875–1942)                              |
| weitere Bilder \| | HIER WOHNTE JEANETTE ADLER JG. 1873 DEPORTIERT 1942 THERESIENSTADT ERMORDET 1944 IN AUSCHWITZ                                                              | Hartmannstraße 5 ⊙                                   | Jeanette Adler (1873–?)                               |
| weitere Bilder \| | HIER WOHNTE SUSE ADLER JG. 1920 DEPORTIERT 1942 AUSCHWITZ ERMORDET                                                                                         | Hartmannstraße 5 ⊙                                   | Suse Adler (1920–?)                                   |
| weitere Bilder \| | HIER WOHNTE THERESE ADLER GEB. ROSENTHAL JG. 1887 DEPORTIERT 1942 IZBICA ERMORDET                                                                          | Hartmannstraße 5 ⊙                                   | Therese Adler, geb.Rosenthal (1887–?)                 |
|                   | HIER WOHNTE UND ARBEITETE ELLA APOLANT JG. 1871 DEPORTIERT 1942 THERESIENSTADT TOT 18.3.1944                                                               | Menzelstraße 8 (vor dem früheren Sanatorium Apolant) | Ella Apolant                                          |
|                   | HIER WOHNTE KEHLA BAMBERGER JG. 1893 DEPORTIERT 1942 GHETTO KRASNYSTAW ERMORDET                                                                            | Promenadestraße 17                                   | Kehla Bamberger (1893–1942/45)                        |
|                   | HIER WOHNTE NANNETTE BAMBERGER GEB. BAMBERGER JG. 1870 DEPORTIERT 1942 GHETTO KRASNYSTAW ERMORDET                                                          | Promenadestraße 17                                   | Nannette Bamberger, geborene Bamberger (1870–1942/45) |
|                   | HIER WOHNTE BABETTE 'BETTI' BAUER GEB. SCHLOSS JG. 1884 DEPORTIERT 1942 IZBICA ERMORDET                                                                    | Erhardstraße 21 ⊙                                    | Babette Bauer, geborene Schloss (1884–1942/45)        |
|                   | HIER WOHNTE UND ARBEITETE HERMANN BAUMBLATT JG. 1864 DEPORTIERT 1942 THERESIENSTADT TOT 18.11.1942                                                         | Badgasse 4                                           | Hermann Baumblatt                                     |
|                   | HIER WOHNTE SARA BAUMBLATT GEB. NEUBURGER JG. 1867 DEPORTIERT 1942 THERESIENSTADT TOT 24.9.1942                                                            | Badgasse 4                                           | Sara Baumblatt                                        |
|                   | HIER WOHNTE FANNY BLOEMENDAL GEB. NEUSTADT JG. 1879 DEPORTIERT 1943 ERMORDET IN AUSCHWITZ                                                                  | Theresienstraße 10 ⊙                                 | Fanny Bloemendal                                      |
|                   | HIER WOHNTE JOSEF BLOEMENDAL JG. 1912 DEPORTIERT 1943 ERMORDET IN AUSCHWITZ                                                                                | Theresienstraße 10 ⊙                                 | Josef Bloemendal                                      |
|                   | HIER WOHNTE MANFRED BLOEMENDAL JG. 1907 DEPORTIERT 1943 ERMORDET IN AUSCHWITZ                                                                              | Theresienstraße 10 ⊙                                 | Manfred Bloemendal                                    |
|                   | HIER WOHNTE SIEGFRIED BLOEMENDAL JG. 1880 DEPORTIERT 1943 ERMORDET IN AUSCHWITZ                                                                            | Theresienstraße 10 ⊙                                 | Siegfried Bloemendal                                  |
|                   | HIER WOHNTE CLARA FRANK GEB. ANSBACH JG. 1863 GEDEMÜTIGT / ENTRECHTET FLUCHT IN DEN TOD 11.7.1936                                                          | Erhardstraße 21 ⊙                                    | Clara Frank, geborene Ansbach (1863–1936)             |
|                   | HIER WOHNTE LAZARUS FRANK JG. 1862 DEPORTIERT 1942 THERESIENSTADT TOT 29.10.1942                                                                           | Erhardstraße 21 ⊙                                    | Lazarus Frank (1862–1942)                             |
|                   | HIER WOHNTE OTTO GOLDSTEIN JG. 1889 GEDEMÜTIGT / ENTRECHTET FLUCHT IN DEN TOD 23.8.1933                                                                    | Rathausplatz 1                                       | Otto Goldstein (1889–1936)                            |
|                   | HIER WOHNTE ERNA GUTMANN GEB. HAAS JG. 1890 DEPORTIERT 1942 KRASNYSTAW ERMORDET                                                                            | Kurhausstraße 37 ⊙                                   | Erna Gutmann, geborene Haas (1890–1942/45)            |
|                   | HIER WOHNTE FELIX GUTMANN JG. 1876 'SCHUTZHAFT' 1938 DACHAU DEPORTIERT 1942 KRASNYSTAW ERMORDET                                                            | Kurhausstraße 37 ⊙                                   | Felix Gutmann (1876–1942/45)                          |
|                   | HIER WOHNTE HEDWIG HAAS GEB. LÖWENTHAL JG. 1887 DEPORTIERT 1942 KRASNYSTAW ERMORDET                                                                        | Hartmannstraße 5 ⊙                                   | Hedwig Haas                                           |
|                   | HIER WOHNTE SELMA HARTMANN GEB. STERN JG. 1876 DEPORTIERT 1942 KRASNYSTAW ERMORDET                                                                         | Maxstraße 24 ⊙                                       | Selma Hartmann, geborene Stern (1876–1942/45)         |
|                   | HIER WOHNTE THEO DAVID HARTMANN JG. 1883 DEPORTIERT 1942 KRASNYSTAW ERMORDET                                                                               | Maxstraße 24 ⊙                                       | Theo David Hartmann (1883–1942/45)                    |
|                   | HIER WOHNTE ADELE HEYMANN GEB. BAUM JG. 1866 DEPORTIERT 1942 THERESIENSTADT TOT 23.11.1943                                                                 | Marktplatz 2 ⊙                                       | Adele Heymann, geborene Baum (1866–1943)              |
|                   | HIER WOHNTE SOLMS HEYMANN JG. 1858 DEPORTIERT 1942 THERESIENSTADT TOT 20.6.1944                                                                            | Marktplatz 2 ⊙                                       | Solms Heymann                                         |
| weitere Bilder \| | HIER WOHNTE LINA HOFMANN GEB. THALHEIMER JG. 1880 ZWANGSUMZUG 1941 JÜDISCHES ALTERSHEIM WÜRZBURG TOT 29.9.1941                                             | Untere Marktstraße 2 ⊙                               | Lina Hofmann, geb. Thalheimer (1880–1941)             |
| weitere Bilder \| | HIER WOHNTE UND ARBEITETE LOUIS HOFMANN JG. 1871 'SCHUTZHAFT' 1933 VERLEGT 1933 HAFTZELLE IM THERESIENSPITAL TOT 8.4.1933                                  | Untere Marktstraße 2 ⊙                               | Louis Hofmann (1871–1933)                             |
|                   | HIER WOHNTE HERMANN HOLLÄNDER JG. 1878 OPFER DES POGROMS TOT 12.11.1938                                                                                    | Maxstraße 24 ⊙                                       | Hermann Holländer                                     |
|                   | HIER WOHNTE NANETTE 'NANNI' HOLLÄNDER GEB. STERN JG. 1873 DEPORTIERT 1942 THERESIENSTADT TOT 3.12.1942                                                     | Maxstraße 24 ⊙                                       | Nanette Holländer, geborene Stern (1873–1942)         |
|                   | HIER WOHNTE KONRAD KAISER JG. 1894 VERHAFTET 1937 KRIEGSDIENST VERWEIGERT DACHAU 1939 MAUTHAUSEN TOT 27.3.1940                                             | Jahnstraße 35 ⊙                                      | Konrad Kaiser (1894–1940)                             |
|                   | HIER WOHNTE CAROLA KISSINGER VERH. MANASSE JG. 1883 DEPORTIERT 1942 ERMORDET IN RIGA                                                                       | Hemmerichstraße 8 ⊙                                  | Carola Kissinger, geborene Manasse (1883–1942/45)     |
|                   | HIER WOHNTE ELSE KISSINGER GEB. KISSINGER JG. 1879 DEPORTIERT 1942 IZBICA ERMORDET                                                                         | Hemmerichstraße 8 ⊙                                  | Else Kissinger, geborene Kissinger (1879–1942/45)     |
|                   | HIER WOHNTE EMMA KISSINGER JG. 1875 DEPORTIERT 1942 THERESIENSTADT ERMORDET IN TREBLINKA                                                                   | Hemmerichstraße 8 ⊙                                  | Emma Kissinger (1875–1942/45)                         |
|                   | HIER WOHNTE LUDWIG KISSINGER JG. 1887 SEIT 1928 PATIENT JACOBY'SCHE ANSTALT BENDORF-SAYN DEPORTIERT 1942 SOBIBOR ERMORDET                                  | Marktplatz 17 ⊙                                      | Ludwig Kissinger (1887–1942)                          |
|                   | HIER WOHNTE SIEGFRIED KISSINGER JG. 1876 DEPORTIERT 1942 THERESIENSTADT ERMORDET IN TREBLINKA                                                              | Hemmerichstraße 8 ⊙                                  | Siegfried Kissinger (1876–1942/45)                    |
|                   | HIER WOHNTE SALOMON LEUTHOLD JG. 1893 DEPORTIERT 1942 THERESIENSTADT TOT 9.4.1943                                                                          | Marktplatz 2 ⊙                                       | Salomon Leuthold (1862–1943)                          |
|                   | HIER WOHNTE HANNCHEN LÖWENTHAL GEB. OBERZIMMER JG. 1855 DEPORTIERT 1942 THERESIENSTADT ERMORDET 2.11.1942                                                  | Hartmannstraße 5 ⊙                                   | Hannchen Löwenthal                                    |
| weitere Bilder \| | HIER WOHNTE ANNA LIEBMANN GEB. KAUFMANN JG. 1885 DEPORTIERT 1942 IZBICA ERMORDET                                                                           | Untere Marktstraße 1 ⊙                               | Anna Liebmann, geb. Kaufmann (1885–?)                 |
| weitere Bilder \| | HIER WOHNTE UND ARBEITETE DANIEL LIEBMANN JG. 1876 DEPORTIERT 1942 IZBICA ERMORDET                                                                         | Untere Marktstraße 1 ⊙                               | Daniel Liebmann (1876–?)                              |
| weitere Bilder \| | HIER WOHNTE HERTA LOSMANN JG. 1893 DEPORTIERT 1942 IZBICA ERMORDET                                                                                         | Hemmerichstraße 4 ⊙                                  | Herta Losmann (1893–?)                                |
| weitere Bilder \| | HIER WOHNTE JOSEF 'BEN' LOSMANN JG. 1891 DEPORTIERT 1942 IZBICA ERMORDET                                                                                   | Hemmerichstraße 4 ⊙                                  | Josef Losmann (1891–?)                                |
|                   | HIER WOHNTE ISIDOR LÖWENSTEIN JG. 1896 'SCHUTZHAFT' 1938 DACHAU DEPORTIERT 1942 KRASNYSTAW ERMORDET                                                        | Hemmerichstraße 12                                   | Isidor Löwenstein (1896–1942/45)                      |
|                   | HIER WOHNTE ELSE LÖWINSKY JG. 1883 DEPORTIERT 1942 THERESIENSTADT ERMORDET                                                                                 | Untere Marktstraße 3 ⊙                               | Else Löwinsky                                         |
|                   | HIER WOHNTE UND ARBEITETE LUDWIG LOEWENTHAL JG. 1898 DEPORTIERT 1942 THERESIENSTADT TOT 21.2.1944                                                          | Ludwigstraße 5 ⊙                                     | Ludwig Loewenthal (1898–1944)                         |
|                   | HIER WOHNTE WILLI LOEWENTHAL JG. 1928 DEPORTIERT 1943 BERGEN-BELSEN ERMORDET                                                                               | Ludwigstraße 5 ⊙                                     | Willi Loewenthal(1928–1943/45)                        |
|                   | HIER WOHNTE SELMA LÖWENTHAL JG. 1889 DEPORTIERT 1942 THERESIENSTADT 1943 AUSCHWITZ ERMORDET                                                                | Ludwigstraße 11 ⊙                                    | Selma Löwenthal (1889–1943/45)                        |
|                   | HIER WOHNTE UND ARBEITETE AMALIE MANN JG. 1867 DEPORTIERT 1942 THERESIENSTADT TOT 12.7.1943                                                                | Bachstraße 6                                         | Amalie Mann                                           |
|                   | HIER WOHNTE UND ARBEITETE SABINE MANN JG. 1870 DEPORTIERT 1942 THERESIENSTADT TOT 6.3.1944                                                                 | Bachstraße 6                                         | Sabine Mann                                           |
|                   | HIER WOHNTE UND ARBEITETE SOPHIE MANN JG. 1869 DEPORTIERT 1942 THERESIENSTADT TOT 4.1.1943                                                                 | Bachstraße 6                                         | Sophie Mann                                           |
|                   | HIER WOHNTE ERNESTINE MANNHEIMER GEB.KISSINGER JG. 1872 DEPORTIERT 1942 THERESIENSTADT 1944 AUSCHWITZ ERMORDET                                             | Kirchgasse 11 ⊙                                      | Ernestine Mannheimer, geborene Kissinger (1872–1944)  |
|                   | HIER WOHNTE IRMA MAYER GEB. BRETZFELDER JG. 1895 DEPORTIERT 1942 THERESIENSTADT 1944 AUSCHWITZ ERMORDET                                                    | Kurhausstraße 12 ⊙                                   | Irma Mayer                                            |
|                   | HIER WOHNTE UND ARBEITETE DR. SALLY MAYER JG. 1889 DEPORTIERT 1942 THERESIENSTADT 1944 AUSCHWITZ ERMORDET                                                  | Kurhausstraße 12 ⊙                                   | Sally Mayer                                           |
|                   | HIER WOHNTE CAMILLA MICHELS GEB. LÖWENTHAL JG. 1890 DEPORTIERT 1942 ERMORDET                                                                               | Hartmannstraße 5 ⊙                                   | Camilla Michels                                       |
|                   | HIER WOHNTE IRENE MÜLLER GEB. HOFMANN JG. 1898 DEPORTIERT 1942 IZBICA ERMORDET                                                                             | Untere Marktstraße 3 ⊙                               | Irene Müller                                          |
|                   | HIER WOHNTE UND ARBEITETE LEOPOLD MÜLLER JG. 1889 DEPORTIERT 1942 IZBICA ERMORDET                                                                          | Untere Marktstraße 3 ⊙                               | Leopold Müller                                        |
|                   | HIER WOHNTE UND PRAKTIZIERTE DR. ALFRED MÜNZ JG. 1897 DEPORTIERT 1943 THERESIENSTADT ERMORDET 1944 AUSCHWITZ                                               | Theresienstraße 1 ⊙                                  | Alfred Münz                                           |
|                   | HIER WOHNTE UND PRAKTIZIERTE DR. PINKUS PHILIPP MÜNZ JG. 1864 DEPORTIERT 1943 THERESIENSTADT TOT 15.8.1944                                                 | Theresienstraße 1 ⊙                                  | Philipp Münz                                          |
|                   | HIER WOHNTE IDA NEUBURGER GEB. LÖWENTHAL JG. 1889 DEPORTIERT 1942 THERESIENSTADT ERMORDET 25.11.1942                                                       | Hartmannstraße 5 ⊙                                   | Ida Neuburger                                         |
|                   | HIER WOHNTE JULIUS 'JULLER' NEUMANN JG. 1894 DEPORTIERT 1942 IZBICA ERMORDET 30.6.1942                                                                     | Ludwigstraße 9 ⊙                                     | Julius Neumann (1894–1942)                            |
|                   | HIER WOHNTE KARL NEUMANN JG. 1860 DEPORTIERT 1942 THERESIENSTADT TOT 18.12.1942                                                                            | Ludwigstraße 9 ⊙                                     | Karl Neumann (1860–1942)                              |
|                   | HIER WOHNTE ERNST NEUSTÄDTER JG. 1926 DEPORTIERT 1942 IZBICA ERMORDET                                                                                      | Promenadestraße 2                                    | Ernst Neustädter (1926–1942/45)                       |
|                   | HIER WOHNTE GUSTAV NEUSTÄDTER JG. 1892 DEPORTIERT 1942 IZBICA ERMORDET                                                                                     | Promenadestraße 2                                    | Gustav Neustädter                                     |
|                   | HIER WOHNTE PAULA NEUSTÄDTER GEB. BACHARACH JG. 1896 DEPORTIERT 1942 IZBICA ERMORDET                                                                       | Promenadestraße 2                                    | Paula Neustädter                                      |
|                   | HIER WOHNTE HERMANN SIGMUND ROSENAU JG. 1894 FLUCHT 1933 FRANKREICH INTERNIERT DRANCY DEPORTIERT 1943 AUSCHWITZ ERMORDET 1944                              | Kurhausstraße 10 ⊙                                   | Hermann Sigmund Rosenau (1894–1944)                   |
|                   | HIER WOHNTE PAULA ROSENAU GEB. FEUCHTWANGER JG. 1878 FLUCHT 1933 FRANKREICH INTERNIERT DRANCY DEPORTIERT 1943 ERMORDET IN AUSCHWITZ                        | Kurhausstraße 10 ⊙                                   | Paula Rosenau, geborene Feuchtwanger (1878–1943/45)   |
|                   | HIER WOHNTE SIMON HERMANN ROSENAU JG. 1861 FLUCHT 1933 FRANKREICH INTERNIERT DRANCY DEPORTIERT 1943 ERMORDET IN AUSCHWITZ                                  | Kurhausstraße 10 ⊙                                   | Simon Hermann Rosenau (1861–1943/45)                  |
|                   | HIER WOHNTE CÄCILIE ROSENBAUM GEB. KISSINGER JG. 1873 DEPORTIERT 1942 THERESIENSTADT ERMORDET 15.2.1943                                                    | Spargasse 9 ⊙                                        | Cäcilie Rosenbaum, geborene Kissinger (1873–1943)     |
|                   | HIER WOHNTE MARTHA ROSNER GEB. DANNHEIMER JG. 1873 DEPORTIERT 1942 THERESIENSTADT TOT 1942                                                                 | Erhardstraße 18 ⊙                                    | Martha Rosner, geborene Dannheimer (1873–1942)        |
|                   | HIER WOHNTE BENEDIKT SCHILOSS JG. 1875 DEPORTIERT 1942 THERESIENSTADT TOT 20.8.1943                                                                        | Maxstraße 31                                         | Benedikt Schloß (1875–1943)                           |
|                   | HIER WOHNTE EMILIE SCHILOSS GEB. HOLLÄNDER JG. 1875 DEPORTIERT 1942 THERESIENSTADT BEFREIT / ÜBERLEBT                                                      | Maxstraße 31                                         | Emilie Schloß (1875-)                                 |
|                   | HIER WOHNTE THEKLA SCHILOSS JG. 1902 VERHAFTET 1941 VERGEHEN GEGEN DEVISENGESETZ FRAUENGEFÄNGNIS ROTHENFELD/AMMERSEE DEPORTIERT 1943 ERMORDET IN AUSCHWITZ | Maxstraße 31                                         | Thekla Schloß (1902–1943/45)                          |
|                   | HIER WOHNTE ANNI STERN JG. 1924 DEPORTIERT 1942 IZBICA ERMORDET                                                                                            | Hemmerichstraße 12                                   | Anni Stern (1924–1942/45)                             |
|                   | HIER WOHNTE THEKLA STERN GEB. HEIMANN JG. 1891 DEPORTIERT 1942 IZBICA ERMORDET                                                                             | Hemmerichstraße 12                                   | Thekla Stern, geborene Heimann (1891–1942/45)         |
|                   | HIER WOHNTE UND PRAKTIZIERTE DR. SIEGFRIED WAHLE JG. 1869 DEPORTIERT 1941 KAUNAS TOT 25.11.1941                                                            | Ludwigstraße 9 ⊙                                     | Siegfried Wahle (1869–1941)                           |
|                   | HIER WOHNTE SELMA WOLFF GEB. KISSINGER JG. 1877 DEPORTIERT 1941 LODZ / LITZMANNSTADT 1942 CHELMNO / KULMHOF ERMORDET MAI 1942                              | Marktplatz 17 ⊙                                      | Selma Wolff, geborene Kissinger (1877–1942)           |

## Verlegedaten
- 19. Juni 2009: Rathausplatz 1, Maxstraße 24, Erhardstraße 21 und am Marktplatz 2
- 22. Januar 2010: Promenadestraße 2, Untere Marktstraße 3, Ludwigstraße 9, Hemmerichstraße 4 und 12, Erhardstraße 18 und Menzelstraße 8
- 22. September 2010[11]
- 15. Mai 2012: Theresienstraße 1, Theresienstraße 10 und Untere Marktstraße 2[12]
- 24. September 2014: Hemmerichstraße 8
- 23. Februar 2018: Hartmannstraße 5, Kirchgasse 11, Marktplatz 17 und Spargasse 9